# Morti nel 754
| Questa pagina contiene informazioni ricavate automaticamente dalle voci biografiche con l'ausilio del template Bio e di un bot. L'aggiornamento è periodico e automatico e ricostruisce completamente la pagina. Se manca una persona in questa lista, sei pregato di non aggiungerla, ma accertati piuttosto che la sua voce biografica contenga il template Bio e che i dati anagrafici siano correttamente compilati. Se il template Bio manca, inseriscilo tu stesso o, in alternativa, metti l'avviso {{tmp\|Bio}} che ne segnala la mancanza. Se i dati riportati sono sbagliati, correggi direttamente la voce biografica; le modifiche saranno visibili in questa lista entro pochi giorni. Per chiarimenti vedi il progetto biografie. La lista contiene solo le 10 persone che sono citate nell'enciclopedia e per le quali è stato implementato correttamente il template Bio. Pagina aggiornata al 19 ott 2024. |

- 5 giugno - Adelario di Erfurt, vescovo e santo tedesco
- 5 giugno - Bonifacio, vescovo e monaco cristiano anglosassone
- 5 giugno - Eobano di Utrecht, vescovo, missionario e santo tedesco
- 17 agosto - Carlomanno
- Anastasio di Costantinopoli, arcivescovo bizantino
- Hiltrude, principessa franca
- Ilarione di Pelecete, monaco cristiano bizantino
- Cinuit Rotri di Alt Clut, sovrano
- Abu l-Abbas al-Saffah, califfo (n. 722)
- Isidoro di Beja, storico e monaco cristiano portoghese (n. 711)